# Briacat
Briacat  nommé également Riagath/Riocatus  (fl.  Ve siècle) est un roi de Buellt et de  Gwerthrynion, un royaume du sud-est du Pays de Galles dans la période du haut Moyen Âge il est réputé être le fils de Pascent et le petit-fils de Vortigern

## Contexte
Personnage mentionné dans la généalogique de Ffernfael ap Tedwr dans l'Historia Brittonum de Nennius comme le fils de Pascent et le père d'un certain Meuprit/Mepurit  et comme père d'Idnerth  dans les  Généalogies du Jesus College MS. 20 :
Morgant mab Ewein m howel m Rees m y vraustud merch gloud m Pascen buellt m Gwed Gad m morvo m Elaed m Pawl m Idnerth m Riagath m Pascen m Gwrtheyrn gwrthenev. Gwrtheyrn gwrtheneu m gwidawl m Gwdoloeu m gloyw gwalltir. y gwr hwnw a wnaeth ar ymyl hafren tref. ac oe enw ef y gelwir yn gaer loew.

## Sources
- (en) Peter Bartrum, A Welsh classical dictionary : people in history and legend up to about A.D. 1000, Aberystwyth, National Library of Wales, 1993, p. 63 BRIACAT ap PASGEN. (430)
- (en) Timothy Venning, The Kings & Queens of Wales, Mill Brimscombe Port Stroud, Amberley Publishing,, 2013, 224 p. (ISBN 978-1-4456-1577-6, lire en ligne), p. 126-127 Rulers of Builth and Gwerthyrnion